# Panaque nigrolineatus
Panaque nigrolineatus es una especie de peces de la familia Loricariidae en el orden de los Siluriformes.

## Morfología
Los machos pueden llegar alcanzar los 43 cm de longitud total.

## Distribución geográfica
Se encuentran en Sudamérica: río Orinoco y afluentes del río Amazonas.